# Kalmīn
Kalmīn (persiska: گَلين, Galīn, کلمین, کلیمن) är en ort i Iran.   Den ligger i provinsen Qazvin, i den norra delen av landet, 130 km nordväst om huvudstaden Teheran. Kalmīn ligger 1 982 meter över havet och antalet invånare är 248.
Terrängen runt Kalmīn är bergig åt nordost, men åt sydväst är den kuperad.Runt Kalmīn är det ganska tätbefolkat, med 108 invånare per kvadratkilometer. Närmaste större samhälle är Rāzmīān, 12,8 km väster om Kalmīn. Trakten runt Kalmīn består i huvudsak av gräsmarker.